# مسابقه آواز یوروویژن ۱۹۷۲
مسابقه آواز یوروویژن ۱۹۷۲ ۱۷مین دوره از مسابقات آواز یوروویژن بود که در Usher Hall، ادینبرو، اسکاتلند، بریتانیا برگزار شد. برنده آن کشور لوکزامبورگ بود.